# Marlena Zagoni
Marlena Zagoni, született Marlena Predescu (Lucieni, 1951. január 22. – 2025. július 31. vagy előtte) olimpiai bronzérmes román evezős.

## Pályafutása
1974-ben és 1975-ben egy-egy világbajnoki bronzérmet szerzett. Két olimpián vett részt (1976, 1980). Az 1980-as moszkvai olimpián nyolcasban bronzérmet szerzett.

## Sikerei, díjai
- Olimpiai játékok – nyolcas
  - bronzérmes: 1980, Moszkva
- Világbajnokság
  - bronzérmes (2): 1974 (kormányos négyes), 1975 (kormányos nélküli kettes)